# Coquitlam Indian Reserve 1
Coquitlam Indian Reserve 1 är ett reservat i Kanada.   Det ligger i provinsen British Columbia, i den södra delen av landet, 3 500 km väster om huvudstaden Ottawa.
Runt Coquitlam Indian Reserve 1 är det i huvudsak tätbebyggt. Runt Coquitlam Indian Reserve 1 är det tätbefolkat, med 982 invånare per kvadratkilometer.